# 86e parallèle sud
Pour les articles homonymes, voir 86e parallèle.
En géographie, le 86e parallèle sud est le parallèle joignant les points de la surface de la Terre dont la latitude est égale à 86° sud.

## Géographie

### Dimensions
Dans le système géodésique WGS 84, au niveau de 86° de latitude sud, un degré de longitude équivaut à 7,791 km ; la longueur totale du parallèle est donc de 2 805 km, soit environ 7 % de celle de l'équateur. Il en est distant de 9 555 km et du pôle Sud de 447 km,.

### Régions traversées
Le 86e parallèle sud passe intégralement au-dessus du continent Antarctique.